# Rüthi
Pour l’article ayant un titre homophone, voir Rüti.
Rüthi est une commune suisse du canton de Saint-Gall, située dans la circonscription électorale de Rheintal.

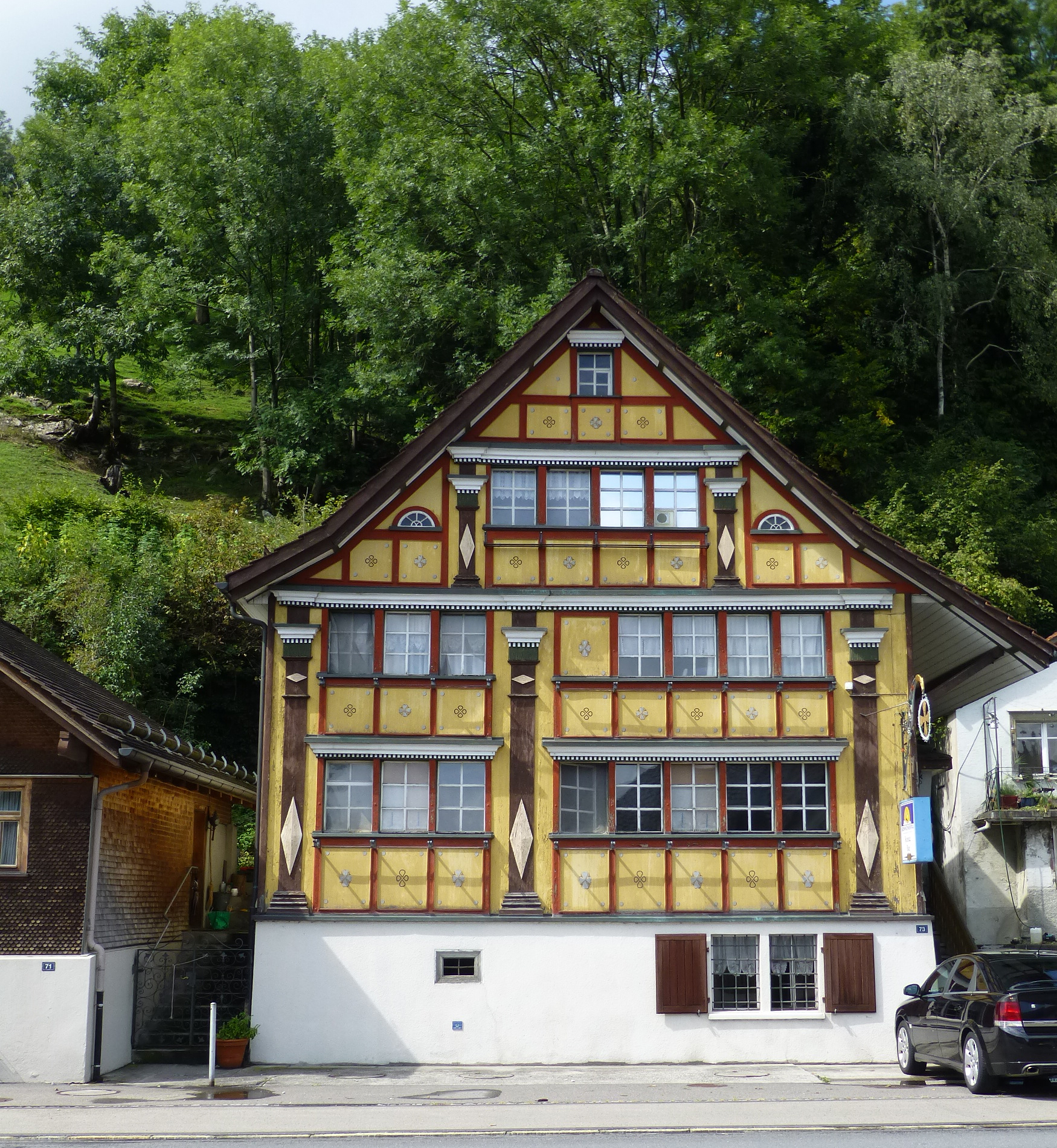
Maison décorée de colonnes. Le village est sur la liste des biens culturels de la Suisse.

Photo aérienne (1947).

## Histoire
La basse justice appartient aux Werdenberg-Heiligenberg jusqu'en 1392, date à laquelle l'abbaye de Pfäffers l'achète.

## Économie
La commune abrite l'entreprise Menzi Muck, fondée par Ernst Menzi et tout particulièrement connue pour sa pelle araignée éponyme.

## Jumelages
- Wolfegg (Allemagne) depuis 2003